# Robert L. Holmes
Robert L. Holmes (28 de diciembre de 1935) es un profesor emérito estadounidense de Filosofía de la Universidad de Rochester. Holmes se ha especializado en ética y en filosofía social y política, y ha abordado temas relacionados con la filosofía de la guerra y la no violencia.

## Primeros años
Holmes creció en el Norte del estado de Nueva York. Sus padres fallecieron cuando él aún era un adolescente. En 1953 se graduó en un instituto de secundaria de Watertown. En 1957 conseguiría un título de pregrado en Filosofía cum laude por la Universidad de Harvard. Su tesis versó sobre «El concepto de dios en Platón». Posteriormente obtuvo un M.A. (1959) y un Doctorado en Filosofía (1961) por la Universidad de Míchigan, con una tesis doctoral titulada «John Dewey's Ethics in the Light of Contemporary Metaethical Theory» (La ética de John Dewey a la luz de la teoría metaética contemporánea).

## Carrera

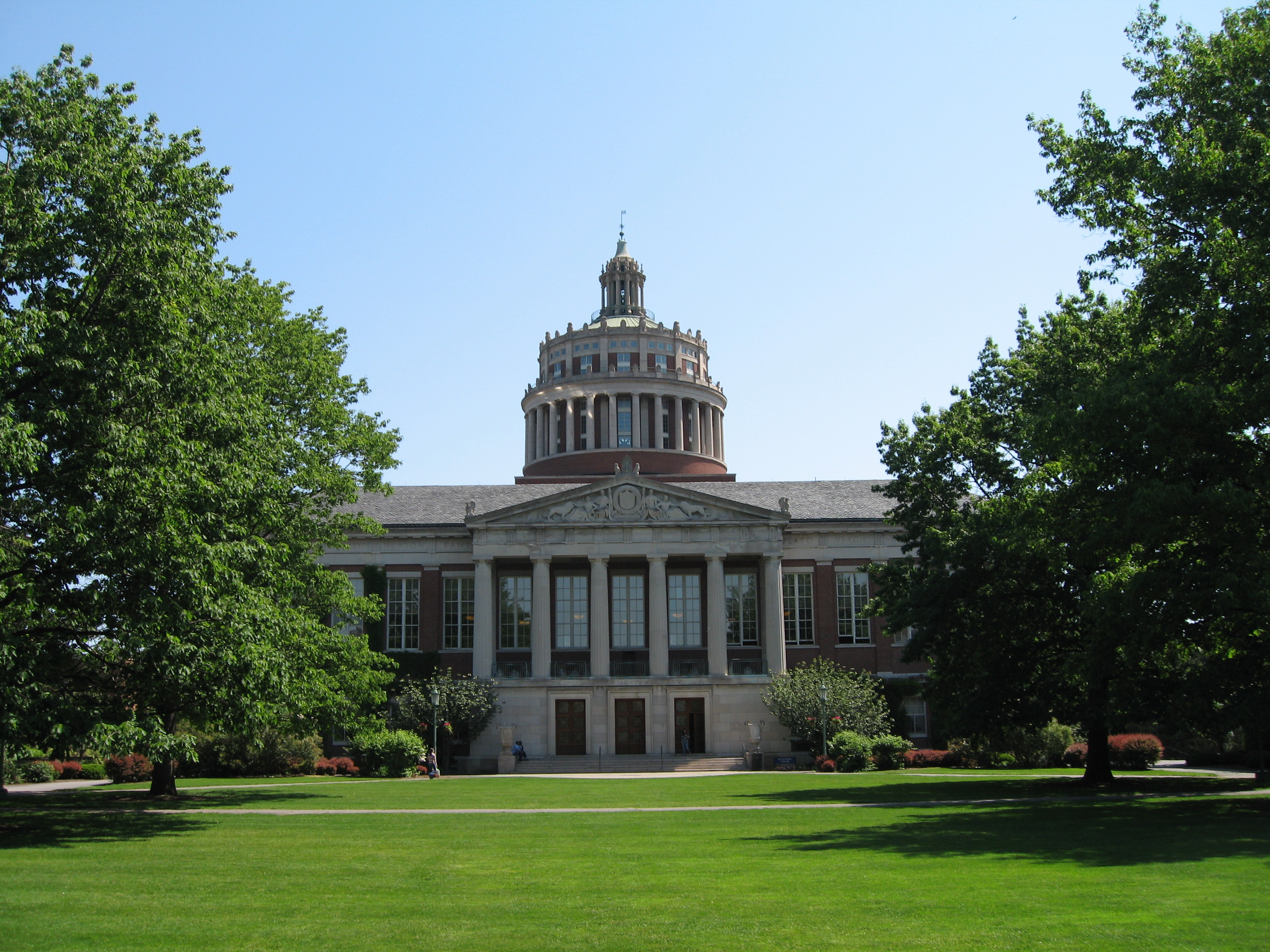
La Rush Rhees Library, biblioteca de la Universidad de Rochester, vista desde el Eastman Quadrangle.

Holmes ingresó como docente en la Universidad de Rochester en 1962. En 1976 se convirtió en académico del National Humanities Institute de la Universidad de Yale. En 1982 era nombrado Senior Fulbright Lecturer de la Universidad Estatal de Moscú. Fue nombrado a su vez faculty fellow del Kroc Institute for International Peace Studies de la Universidad de Notre Dame en 1993. En 1998, Holmes fue designado para la recién creada Rajiv Gandhi Chair in Peace and Disarmament (Cátedra Rajiv Gandhi para la Paz y el Desarme) en la Universidad Jawaharlal Nehru de Nueva Delhi (India), donde desarrolló tareas de enseñanza, investigación y conferenciante.
En 2001 recibió el Edward Peck Curtis Award para profesores de pregrado, y en 2006 el premio a Profesor del Año en Humanidades. En 2007 fue galardonado con el Goergen Award for Distinguished Achievement and Artistry in Undergraduate Teaching.
En su carrera académica de más de cuarenta años Holmes ha pasado por diversos puestos docentes, entre los que se incluyen los de Fulbright fellow de la Universidad Estatal de Moscú, profesor visitante en Notre Dame y el Hamilton College, o profesor de la Universidad de Texas en Austin. Además, ha sido editor de la revista de filosofía Public Affairs Quarterly (1995-1999), colaborador del consejo asesor editorial de Social Theory and Practice (1975-1995) y The Acorn: Journal of the Gandhi-King Society (1990-2003), así como miembro de la junta nacional de la organización pacifista estadounidense Fellowship of Reconciliation. Ha sido también asesor del Undergraduate Philosophy Council de la Universidad de Rochester. Holmes también fue Presidente Interino del Departamento de Filosofia de la Universidad de Rochester durante various anos (1972 y 1980-1981).  En 1992 fue presidente de Concerned Philosophers for Peace, organización de profesionales que trabajan por la paz y el entendimiento internacional por medio de un análisis académico de las causas de la guerra.
Holmes es autor de varios textos sobre filosofía moral. Entre sus publicaciones se encuentra un trabajo colaborativo llevado a cabo junto a Lewis White Beck —reconocido estudioso de la ética kantiana— titulado Philosophical Inquiry: An Introduction to Philosophy. En 2001 colaboró en el libro Kant's Legacy: Essays in Honor of Lewis White Beck con un ensayo sobre «El consecuencialismo y sus consecuencias». También fue coautor en 2005 de Nonviolence in Theory and Practice, junto a Barry L. Gan (director del Center for Nonviolence en la Universidad de San Buenaventura). Ha publicado, además, artículos en publicaciones académicas revisadas por pares como Analysis, Ethics, International Philosophical Quarterly, Journal of Medicine and Philosophy, Journal of Value Inquiry, Mind, The Monist, The Philosophical Forum o Review of Metaphysics.
Holmes es actualmente profesor emérito de la Universidad de Rochester aunque no ejerce ya la docencia en el campus. Recientemente, también ha dado una conferencia en la Misión Permanente de la India ante las Naciones Unidas durante su Día Internacional de la No Violencia anual ("La importancia de la no violencia en el mundo actual", 2017).  También fue invitado a dirigirse a la Asamblea General de las Naciones Unidas en 2021. Sin embargo, debido al surgimiento de la pandemia de COVID en la ciudad de Nueva York, su conferencia fue cancelada.

## Filosofía moral
A lo largo de los últimos cuarenta años, Holmes ha abordado diversos dilemas morales que se plantean en las sociedades modernas, entre los que se incluyen el terrorismo, la disuasión nuclear o los conflictos armados en general. En su libro On War and Morality (1989) ofrece una defensa filosófica del pacifismo y su puesta en práctica. Para ello, Holmes anticipa una especie de «personalismo moral» basado en la máxima de que cualquier teoría moral, para que resulte inteligible, debe incorporar un interés permanente por la vida y el bienestar de todas las personas. La violencia sería, en su opinión, un modo en principio equivocado de derogar esta máxima, y las teorías de la guerra justa resultarían en general inadecuadas para resolver tal presupuesto moral.
Holmes emprende una revisión crítica de las dos principales escuelas de pensamiento que han venido abogando por la defensa de la guerra en el mundo moderno. El primer grupo lo forman los «realistas positivistas», quienes argumentan que los conceptos de «bien» y «mal» resultan irrelevantes cuando se trata de abordar los asuntos internacionales, así como los «realistas normativos» que afirman que las consideraciones morales no deben jugar ningún papel a la hora de dirigir la política exterior. Holmes rechaza esta visión por creer que, al sugerir que el idealismo wilsoniano habría conducido inevitablemente a la Segunda Guerra Mundial y al confundir moralidad con moralismo, interpreta torcidamente la historia del siglo XX.
Holmes incluye en el segundo grupo a los defensores de las teorías de la guerra justa, y rechaza sus intentos por justificar la pérdida de vidas humanas inocentes para salvar, a su vez, otras vidas humanas inocentes. Holmes lo considera moralmente injustificable en la medida en que tanto el asesinato como el recurso a la violencia no tienen justificación moral desde un principio, a pesar de las posibles consecuencias que podrían derivarse de esos hechos. Incluso si una guerra fuese considerada «justa» según los criterios del jus ad bellum o el jus in bello, podría no ser considerada moralmente aceptable basándonos en la violencia organizada que ello genera en el mundo moderno.
Teniendo esto en cuenta, Holmes esboza un argumento de cuatro puntos mediante el cual sostiene que la guerra resulta injustificada incluso bajo el contexto de las circunstancias del mundo moderno. En primer lugar, afirma que la guerra en general no puede justificarse si los medios para proseguir la misma son moralmente injustificables considerados en sí mismos. En segundo lugar sostiene que, por su propia naturaleza, la guerra moderna conlleva de forma inevitable la matanza de gente inocente. En tercer lugar, niega que el presupuesto de no matar a personas inocentes pueda ser anulado por ninguna circunstancia relativa a la práctica de la guerra. Por último, considera que la no violencia representa una alternativa viable a la guerra. Concretamente, aporta un enfoque de resolución de conflictos gandhiano que rechaza, a su vez, el uso de concesiones mutuas para alcanzar un enfrentamiento provisional o temporal entre las partes en conflicto. Esto último sería reemplazado por un proceso de construcción activa de la paz a través de negociaciones que permitan crear el progreso recíproco para todas las partes involucradas en el conflicto. En conjunto, estos argumentos sugieren que el recurso a la no violencia es una alternativa ética viable incluso en su aplicación a las sociedades contemporáneas.
Su último libro, Pacifism: A Philosophy of Nonviolence, ofrece una ampliación del análisis presentado hasta entonces. Holmes plantea en él, más allá de consideraciones filosóficas, cómo distinguir mejor entre «guerras justas» y «guerras injustas» concretas, y presenta un análisis de lo que describe como un «problema moral más básico»: para ello, propone examinar de forma genérica el asunto de si la guerra puede ser «siempre» moralmente admisible. A partir de aquí, aporta una revisión crítica de toda la «constelación de valores y prácticas sociales, políticas, económicas, religiosas y éticas» requeridos para emprender sistemáticamente las guerras. La conclusión de Holmes es que, en principio, albergar una presunción genérica en contra de la guerra resulta lo suficientemente convincente en los tiempos modernos. Como expone de forma resumida: «Para ser un pacifista pragmático, uno sólo necesita sostener que la violencia a gran escala, organizada y sistemática de la guerra resulta inadmisible en el mundo actual».

## Publicaciones

### Textos
Entre las publicaciones de Robert L. Holmes se incluyen los siguientes textos:
- Basic Moral Philosophy[41][42]
- Introduction to Applied Ethics[43]
- Kant's Legacy: Essays in Honor of Lewis White Beck Editor: Predrag Cicovacki - "Consequentialism and its Consequences".[44]
- Nonviolence in Theory and Practice, coautoría con Barry L. Gan[45]
- On War and Morality[46]
- Philosophic Inquiry: An Introduction to Philosophy, coautoría con Lewis White Beck[47]
- Pacifism: A Philosophy of Nonviolence[48]
- The Ethics of Nonviolence - Essays by Robert L. Holmes Editor: Predrag Cicovacki, Bloomsbury, USA en books.google.com[49][50]
- The Augustinian Tradition Editor: Gareth B. Matthews. Autor: Robert L. Holmes - "St. Augustine and the Just War Theory"[51]

### Artículos científicos
Una selección de artículos revisados por pares publicados por Robert L. Holmes:
- "The Metaethics of Pacifism and Just War". Philosophical Forum Quarterly (2015):2-15[26]
- "Just War: Principles and Causes". International Philosophical Quarterly(1997):483-484[31]
- "The Limited Relevance of Analytical Ethics to the Problems of Bioethics." The Journal of Medicine and Philosophy (1990):143-159[24]
- "Is Morality a System of Hypothetical Imperatives?". Analysis (1974):96-100[53]
- "University Neutrality and ROTC". Ethics(1973):177[54]
- "John Dewey's Social Ethics". The Journal of Value Inquiry (1973):274-280[55]
- "John Dewey's Moral Philosophy in Contemporary Perspective". The Review of Metaphysics (1966):42-70[56]
- "The Development of John Dewey's Ethical Thought". The Monist(1964):392-406[29]
- "The Case Against Ethical Naturalism". Mind (1964):291-295[57]